# Neuguinea-Beutelmarder
Der Neuguinea-Beutelmarder (Dasyurus albopunctatus) ist eine Beutelmarderart, die im Norden und im Zentralgebirge Neuguineas und auf Yapen vorkommt. Ob sie auch auf der Vogelkop-Halbinsel anzutreffen ist, ist fraglich.

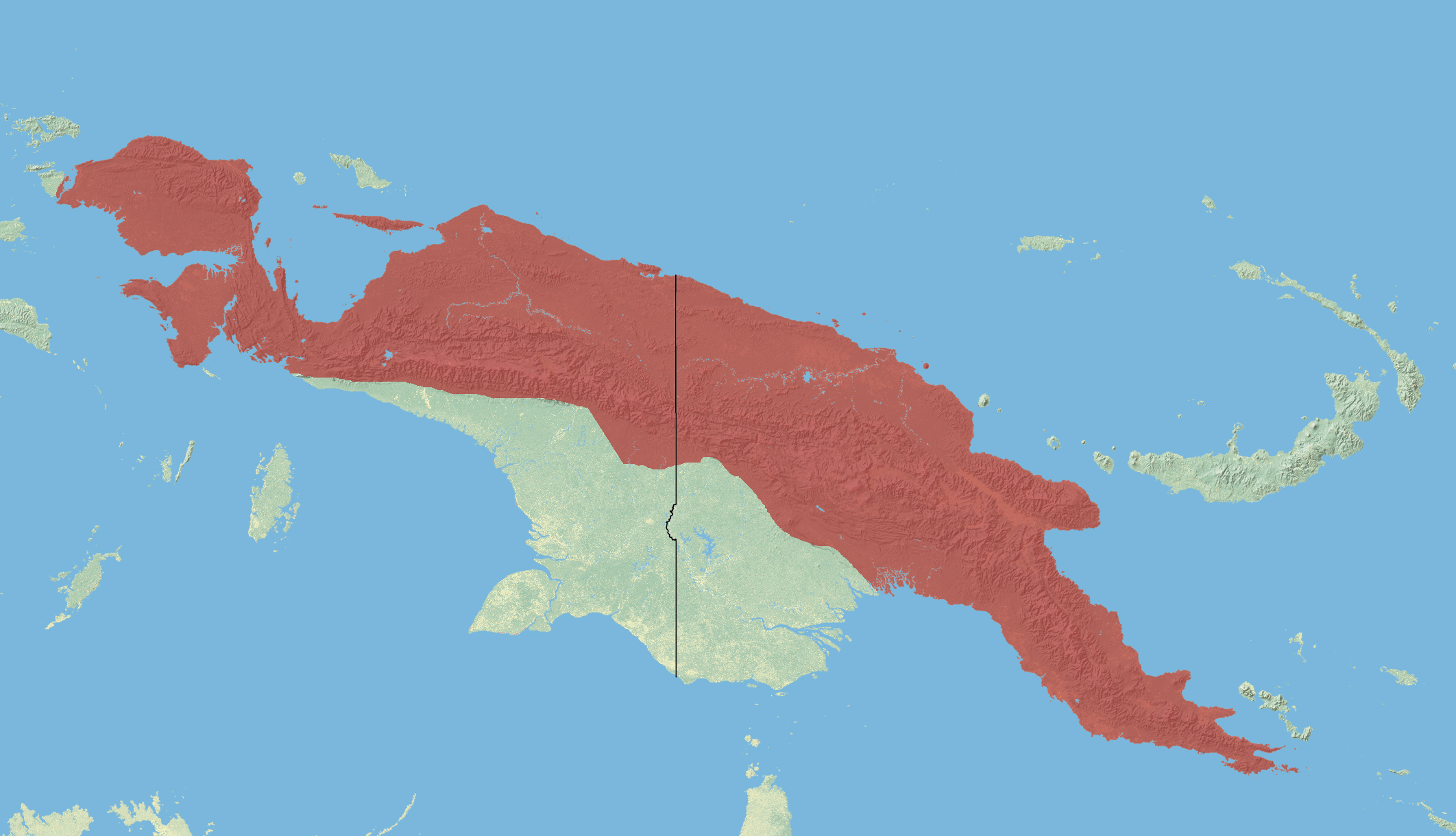
Verbreitungsgebiet des Neuguinea-Beutelmarders

## Merkmale
Der Neuguinea-Beutelmarder kann auf Neuguinea nur mit dem Bronzequoll (Dasyurus spartacus), der im Süden Neuguineas vorkommt, verwechselt werden. Er ist nach diesem das zweitgrößte carnivor lebende Beuteltier Neuguineas, aber deutlich kleiner als dieser und die australischen Beutelmarder. Männliche Tiere weisen eine Kopfrumpflänge von 22,8 bis 35 cm, eine Schwanzlänge von 21 bis 29 cm und ein Körpergewicht von 0,6 bis 0,71 kg auf, während weibliche Tiere eine Kopfrumpflänge von 24 bis 27,5 cm, eine Schwanzlänge von 22 bis 28 cm und ein Körpergewicht von knapp über 0,5 kg aufweisen. Das Fell ist rotbraun mit weißen Flecken, der Schwanz ist nicht sehr dicht behaart. Der erste Zeh ist länger als beim Bronzequoll.

## Lebensraum und Lebensweise
Der Neuguinea-Beutelmarder kommt in Regenwäldern und Bergnebelwäldern bis in Höhen von 3600 Metern vor. Generell ist er in Gebieten unterhalb von 1000 Metern seltener. Die Art ist noch wenig erforscht. Wahrscheinlich ist sie teilweise nachtaktiv. Einheimische beschreiben den Neuguinea-Beutelmarder als furchtlosen Jäger, der auch Beutetiere überwältigt, die größer sind als er selbst. Die Tiere dringen auch in menschliche Behausungen ein, um Ratten zu jagen. Die Fortpflanzung erfolgt das ganze Jahr über. Ein Wurf umfasst 4 bis 6 Jungtiere, die etwa 2 Monate im Beutel des Weibchens bleiben.

## Gefährdung
Der Neuguinea-Beutelmarder wird von der IUCN in der Vorwarnliste geführt (near threatened) und ist in einigen Gebieten selten geworden. Gründe dafür sind die zunehmende Besiedlung durch Menschen, die Ausweitung der Landwirtschaft, die Abholzung der Wälder für Ölpalmplantagen, sowie Nachstellungen durch verwilderte Hunde und Hauskatzen. Möglicherweise ist der Neuguinea-Beutelmarder auch durch die Ausbreitung der Aga-Kröte (Rhinella marina) gefährdet.